# Pinto's tiranmanakin
Pinto's tiranmanakin (Neopelma chrysolophum) is een zangvogel uit de familie manakins (Pipridae). De naam verwijst naar de Braziliaanse ornitholoog Olivério Pinto (1896-1981) die deze vogel in 1944 geldig heeft beschreven. 

## Kenmerken
Pinto's tiranmanakin is een kleine zangvogel met een lengte van 13 centimeter. Hij is olijfkleurig van boven en heeft een donkere bovensnavel, bruine ogen, witachtige keel, grijsachtige borst, bleekgele buik en een lange staart. Verder wordt deze vogel gekenmerkt door een olijfkleurige kruin met oranjegele middenstreep.

## Verspreiding en leefgebied
Deze vogel is endemisch in Brazilië en komt voor van Minas Gerais tot Zuid-São Paulo en Oost-Paraná. De belangrijkste habitats zijn de vochtige bergbossen van Serra do Mar. Daarnaast komt de soort voor in scrublands en secundaire groei bossen. De habitats bevinden zich op een hoogte tussen 900 en 1750 meter boven zeeniveau in het bioom Atlantisch Woud.

## Status
De grootte van de populatie is niet gekwantificeerd, maar stabiel. Om deze redenen staat de Pinto's tiranmanakin als niet bedreigd op de Rode Lijst van de IUCN.